# William Starling Sullivant
William Starling Sullivant (Franklinton, atualmente uma parte de  Columbus, Ohio, 15 de janeiro de 1803 — Franklinton, 30 de abril de 1873) foi um ornitólogo norte-americanos.